# NGC 7593
NGC 7593 este o galaxie situată în constelația Pegas. A fost descoperită în 5 octombrie 1864 de către Albert Marth. Se află la o distanță de 57,54 de megaparseci de Pământ.